# Карбідопа
Карбідопа (лат. Carbidopum, англ. Carbidopa) — синтетичний лікарський засіб, який за хімічним складом є амінокислотою та похідним тирозину. Карбідопа є інгібітором декарбоксилази ароматичних амінокислот, самостійного клінічного значення не має, і застосовується виключно у комбінації з леводопою, або також в складі трикомпонентних препаратів з леводопою та інгібітором катехол-О-метилтрансферази (ентакапоном) у лікуванні паркінсонізму для пригнічення метаболізму леводопи, що забезпечує їй можливість проходження через гематоенцефалічний бар'єр, а також знижує кількість побічних ефектів леводопи.

## Фармакологічні властивості
Карбідопа — синтетичний лікарський засіб, який за хімічним складом є амінокислотою та похідним тирозину. Самостійного значення у лікуванні захворювань карбідопа не має, а застосовується виключно в комбінації з леводопою для лікування паркінсонізму. Механізм дії леводопи полягає у тому, що вона, на відміну від свого метаболіту дофаміну, може проникати через гематоенцефалічний бар'єр, де вона метаболізується до дофаміну, що призводить до усунення дефіциту дофаміну, який і спричинює більшість клінічних симптомів паркінсонізму, наслідком чого є усунення у хворих симптомів цього захворювання. Оскільки майже вся ендогенна леводопа (98 %) метаболізується в організмі до дофаміну, який не проникає через гематоенцефалічний бар'єр, та спричинює низку побічних ефектів препарату, зокрема нудоту і блювання, тому препарат застосовується з інгібітором декарбоксилази, найчастіше карбідопою, іноді також з інгібітором катехол-О-метилтрансферази (ентакапоном). Інгібітор декарбоксилази, зокрема карбідопа, запобігає швидкому метаболізму леводопи, унаслідок чого вона може проникнути через гематоенцефалічний бар'єр, а також унаслідок зниженню утворення великої кількості периферичного дофаміну запобігається виникнення нудоти та блювання, які є найчастішими ранніми побічними ефектами леводопи.
За даними тривалих клінічних досліджень, у хворих паркінсонізмом знижується ризик розвитку різних видів злоякісних пухлин. Після проведення глибших досліджень встановлено, що саме карбідопа має протипухлинний ефект проти деяких видів раку, зокрема раку підшлункової залози та карциноїдної пухлини легень.

### Фармакокінетика
Карбідопа добре всмоктується при пероральному застосуванні, біодоступність препарату становить 58 %. Максимальна концентрація карбідопи в крові досягається близько 2,5 годин після прийому препарату. Препарат добре (на 76 %) зв'язується з білками плазми крові. Карбідопа не проникає через гематоенцефалічний бар'єр, проникає через плацентарний бар'єр та виділяється в грудне молоко. Метаболізується карбідопа у печінці. Виводиться препарат переважно з сечею (66 %), частково з калом (11 %), період напіввиведення карбідопи в середньому становить 107 хвилин.

## Покази до застосування
Карбідопа застосовується для лікування паркінсонізму виключно в комбінації з леводопою, або іноді в комбінації з леводопою й ентакапоном.

## Побічна дія
При застосуванні карбідопи найчастішими побічними ефектами є:
- З боку травної системи — нудота, блювання, біль у животі, дисфагія, зниження апетиту, схильність до утворення виразки.
- З боку нервової системи — посмикування м'язів, порушення сну, запаморочення, збудження, депресія.
- З боку серцево-судинної системи — аритмії, ортостатична артеріальна гіпотензія.
- Зміни в лабораторних аналізах — тромбоцитопенія.

## Протипокази
Карбідопа протипоказана при підвищеній чутливості до препарату, важких психозах, закритокутовій глаукомі, важких захворюваннях печінки і нирок, важких захворюваннях серцево-судинної системи, важких захворюваннях ендокринної системи, меланомі, у дитячому віці. Карбідопа не рекомендована до застосування при вагітності та годуванні грудьми.

## Форми випуску
Карбідопа випускалась до 2018 року у вигляді таблеток по 25 мг. Натепер карбідопа випускається у комбінації з леводопою (леводопа/карбідопа)або з леводопою й ентекапоном.